# Tuần cửu nhật

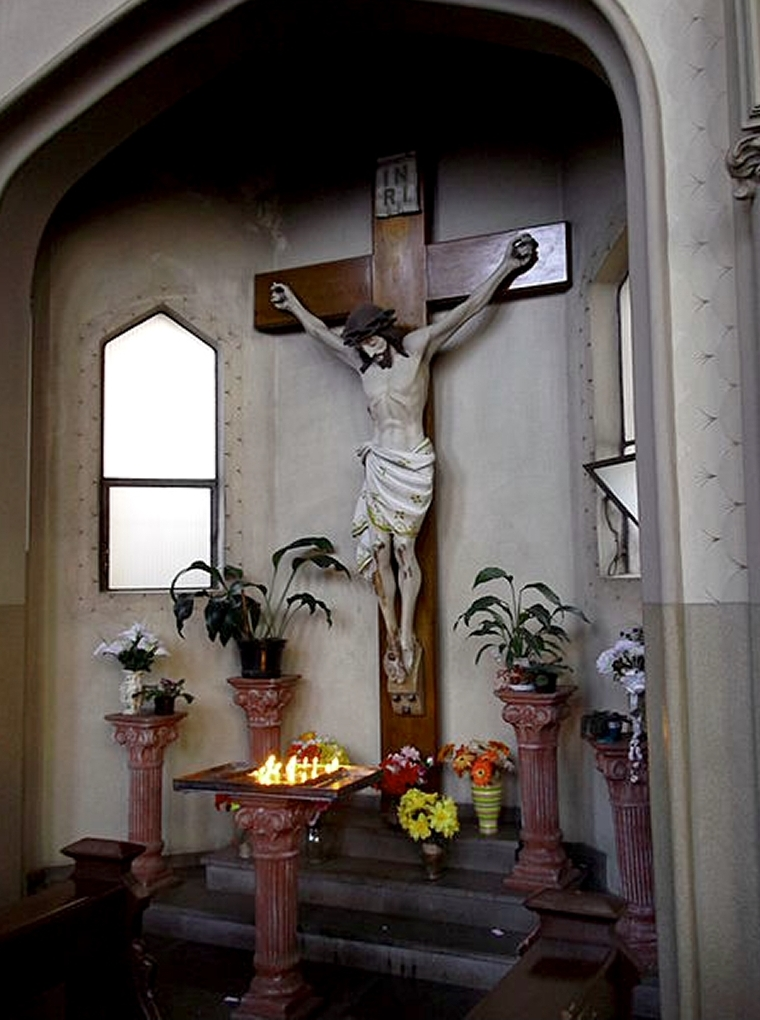
Tuần cửu nhật tại Nuestra Senora del Perpetuo Socorro ở Brasil

Tuần cửu nhật (Novena) là một truyền thống cổ xưa về việc cầu nguyện sùng đạo trong Cơ đốc giáo bao gồm những lời cầu nguyện riêng tư hoặc công khai được lặp lại trong chín ngày hoặc nhiều tuần liên tiếp. Thời khắc chín ngày giữa Lễ Thăng Thiên và Lễ Ngũ Tuần, khi các môn đệ tụ tập ở phòng trên và tận tâm cầu nguyện, thường được coi là tuần cửu nhật đầu tiên. Trong một số cộng đồng Thiên chúa giáo, chẳng hạn như ở châu Phi, châu Mỹ Latinh và Philippines, truyền thống tuần cửu nhật rất phổ biến và bao gồm các nghi lễ sùng đạo như cầu nguyện cộng đoàn, trang trí tượng, hát thánh ca kèm theo nhạc, cũng như các sự kiện lễ hội cộng đồng với đồ uống, nước giải khát hoặc đồ ăn nhẹ trong đám rước. Tuần cửu nhật thường được cầu nguyện bởi các thành viên của Giáo hội Công giáo La Mã, nhưng cũng như từ những tín nhân Giáo hội Luther, Anh giáo, và những người theo đạo Thiên chúa Chính thống giáo Đông phương, nghi thức này cũng đã được sử dụng trong đại kết bối cảnh Cơ đốc giáo.
Từ tuần cửu nhật (Novena) là một từ bắt nguồn từ số chín, dùng để chỉ khoảng thời gian mà hình thức cầu nguyện này sẽ kéo dài, vì tuần cửu nhật đầu tiên cũng đã diễn ra. Sau khi Chúa chầu trời, Đức Mẹ cùng với các Tông Đồ quy tụ trong một căn phòng trên gác để cầu nguyện trong chín ngày để chuẩn bị cho việc Chúa Thánh linh hiện xuống. Tuần cửu nhật bắt đầu vào Thứ Sáu Tuần Thánh và được cầu nguyện mỗi ngày trong Tam Nhật Thánh và Tuần Phục Sinh để chuẩn bị cho Lễ Lòng Thương Xót vinh quang sẽ diễn ra vào Ngày Thứ Tám Phục Sinh (Chúa Nhật sau Lễ Phục Sinh). Tuần cửu nhật có thể được chia thành nhiều hình thức cầu nguyện khác nhau như tuần cửu nhật kính Chúa, kính Đức Mẹ, các thánh và các thiên thần. Tuần cửu nhật thường là những lời cầu nguyện ngắn được cử hành liên tiếp trong chín ngày mà tuần cửu nhật có thể được cử hành long trọng hơn. Vị thánh bổn mạng của giáo xứ thường được mừng kính với chín đêm cầu nguyện (Vigil). Trong tuần cửu nhật có những lời cầu nguyện với vị thánh bổn mạng, linh mục sẽ diễn giải về nhân đức của vị thánh, và sẽ kết thúc với phép lành sau khi Chầu Thánh Thể. 